# Ô toi ma charmante
Pour plus de détails, voir Fiche technique et Distribution.
Ô toi ma charmante (titre original : You Were Never Lovelier) est un film musical américain} réalisé par William A. Seiter, sorti en 1942.

## Synopsis
En Argentine, à Buenos Aires, le danseur Robert Davis (Fred Astaire), à la recherche d’un emploi, se présente chez le propriétaire d’un cabaret Eduardo Acuña (Adolphe Menjou) qui, occupé, refuse de le recevoir. Eduardo est préoccupé par sa fille, Maria (Rita Hayworth), qui au grand désespoir de sa famille ne veut pas se marier. Son père imagine alors un stratagème pour la faire changer d’avis. Il envoie des fleurs et des billets doux à sa fille en lui faisant croire qu'ils viennent d'un admirateur inconnu. Par un concours de circonstance, Maria est persuadée d’avoir rencontré son « inconnu » en la personne de Robert Davis et le présente à sa famille. 
Acuña se rend compte de son erreur et pour se débarrasser de Robert, il lui offre un contrat à condition de se faire détester de Maria. Mais Robert est déjà épris de Maria et a du mal à se résoudre aux exigences du père. Eduardo est surpris par sa femme en train d’écrire une lettre d’amour et croit qu’il écrit à sa maîtresse. Robert avoue alors le subterfuge et profondément blessée, Maria jure de ne plus le revoir. Mais Robert suivant les rêves de la jeune fille l’enlèvera, comme dans les contes de fées, sur un cheval blanc.

## Fiche technique
- Titre : Ô toi ma charmante
- Titre original : You Were never lovelier
- Réalisation : William A. Seiter
- Scénario : Michael Fessier, Esnest Pagano et Delmer Daves ; d'après une histoire de Carlos A. Olivari et Sixto Pondal Ríos
- Producteur : Louis F. Edelman
- Production : Columbia Pictures
- Direction musicale : Leigh Harline
- Arrangements musicaux : Conrad Salinger et Charles Pallos
- Musique : Jerome Kern
- Compositeurs : Jerome Kern, Johnny Mercer, Nicanor Molinare et Lyle Murphy
- Chorégraphie : Val Rasset, Fred Astaire (non crédité) et Nicanor Molinare (non crédité)
- Direction artistique : Lionel Banks et Rudolph Sternad (associé)
- Décors de plateau : Frank Tuttle
- Costumes : Irene
- Photographie : Ted Tetzlaff
- Montage : William A. Lyon
- Pays de production :  États-Unis
- Format : Noir et blanc - Son : Mono (Western Electric Mirrophonic Recording)
- Genre : Film musical et comédie romantique
- Langue : Anglais
- Durée : 97 minutes
- Dates de sortie : 
  - États-Unis : 19 novembre 1942
  - France : 2 mai 1945

## Distribution
- Fred Astaire (VF : Henri Ebstein) : Robert Davis
- Rita Hayworth : Maria Acuña
  - Nan Wynn : voix chantée de Maria Acuña
- Adolphe Menjou : Eduardo Acuña
- Isobel Elsom : Maria Castro
- Leslie Brooks : Cecy Acuña
- Adele Mara : Lita Acuña
- Gus Schilling : Fernando
- Barbara Brown : Delfina Acuña
- Douglas Leavitt : Juan Castro
- Xavier Cugat et son orchestre : Eux-mêmes

Acteurs non crédités
- Catherine Craig : Julia Acuña, la mariée
- Kathleen Howard : Grand-mère Acuña
- Barry Norton : un prétendant de Maria

## Autour du film
- Le succès du premier film du duo Rita Hayworth/Fred Astaire, L'amour vient en dansant, est tel que très vite le couple enchaîne avec un nouveau film[1].
Après avoir participé à « l’effort de guerre »[2] avec L'Amour vient en dansant[3]. qui traitait en toile de fond la vie d’un camp militaire, la Columbia va exploiter un autre thème en vogue en ce début des années quarante, les fantaisies sud-américaines[4]. Les marchés importants du cinéma européen sont fermés pour Hollywood à cause de la guerre[5]. En recherche de nouveaux marchés, les producteurs du cinéma américain vont se tourner vers la politique panaméricaine[4], dite de « bon voisinage » du président Roosevelt[6]. Des films comme Sous le ciel d'Argentine, Une nuit à Rio ou Week-end à la Havane, font partie de cette veine avec comme porte-flambeau la « bombe brésilienne » Carmen Miranda[4], le tout agrémenté de nouvelles modes musicales, la rumba et la samba[6].
Les deux interprètes de L'Amour vient en dansant, ravis de leur première collaboration[1], vont donc se retrouver dans une atmosphère sud-américaine avec Xavier Cugat en chef d’orchestre qui fournira l’atout musical exotique.
La Columbia reprend les mêmes scénaristes à qui l’on adjoint Delmer Daves[7] qui passera à la réalisation l’année suivante avec Destination Tokyo, Jerome Kern et Johnny Mercer (parolier) remplacent Cole Porter pour la partie musicale.

- De la collaboration Astaire/Hayworth, l’assistant réalisateur du film Earl Bellamy témoignera : « Rita Hayworth était très nerveuse lorsqu’elle a commencé à travailler avec Fred Astaire. Il était tellement perfectionniste. Mais Fred savait l’aider à se détendre, à se calmer. Dès qu’on les voyait, on se disait qu’ils avaient dansé ensemble toute leur vie. »[8]

- Pour Fred Astaire, le tournage de ce film restera un excellent souvenir et il dira même : « Avec Rita Hayworth, je me suis senti des ailes : je n’avais jamais dansé aussi intensément. Il faut dire que nous nous sommes entraînés pendant cinq semaines à raison de huit heures de travail par jour. »[9]

- Le film recevra trois nominations aux Oscars : meilleure musique de film : Leigh Harline ; meilleure chanson originale : Jerome Kern et Johnny Mercer pour Dearly Beloved ; meilleur mixage de son : John P. Livadary.

## Numéros musicaux
- Chiu Chiu
Une samba interprété par Xavier Cugat et son orchestre. Chanté et dansé par Lina Romay (1919-2010).
Musique et paroles de Nicanor Molinare.
- Audition Dance
Xavier Cugat et son orchestre, dansé par Fred Astaire.
La musique est une collection de thèmes.
- Dearly Beloved
Xavier Cugat et son orchestre, chanté par Fred Astaire. Repris par Rita Hayworth en danse et chant[10].
Une ballade de Jerome Kern (chanson) et Johnny Mercer (paroles), les compositeurs ont été nommés pour Oscar de la meilleure chanson originale en 1943[11].
- I'm Old Fashioned
Numéro chanté et dansé par Fred Astaire et Rita Hayworth.
Musique de Jerome Kern et paroles de Johnny Mercer.
- The Shorty George
Numéro chanté et dansé par Fred Astaire et Rita Hayworth.
Musique de Jerome Kern et paroles de Johnny Mercer, Arrangement par Lyle 'Spud' Murphy.
- You Were Never Lovelier
Xavier Cugat et son orchestre, chanté par Fred Astaire. Numéro dansé et chanté par Fred Astaire et Rita Hayworth.
Mélodie de Jerome Kern et Johnny Mercer.
- These Orchids
Xavier Cugat et son orchestre.
Musique de Jerome Kern et paroles de Johnny Mercer.
- Wedding in the Spring
Xavier Cugat et son orchestre.